# Grondtoon (natuurkunde)

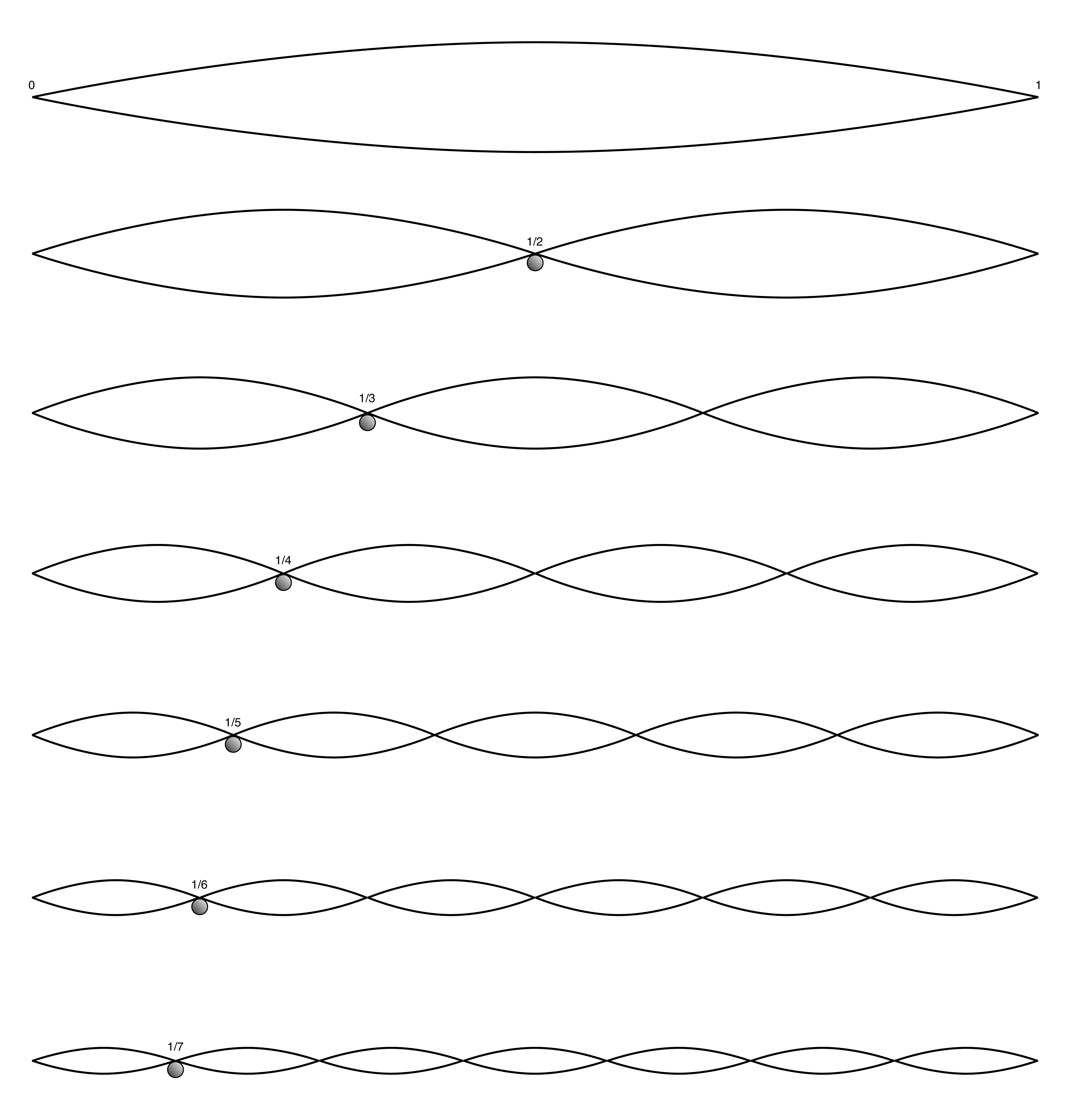
De grondtoon en 6 boventonen van een snaar

De grondtoon van een complex geluid (bijvoorbeeld de toon van een muziekinstrument) is meestal de laagste frequentie die wordt geproduceerd bij aanstrijken, aanslaan of aanblazen. Dit is normaliter de waargenomen toonhoogte. 
De in een samenklank ervaren grondtoon laat zich verklaren uit de theorie van som- en verschiltonen, die aantoont, welke tonen verdubbeld en daarmee als grondtoon hoorbaar worden.
Bij een aan twee zijden ingeklemde snaar is de grondtoon die frequentie waarbij precies 1/2 golflengte op de lengte van de snaar past en de golfbuik van de uitslag op het midden van de snaar ligt.
De kwaliteit van de toon wordt verder gekleurd door de boventonen. (zie: timbre)
De grondtoon wordt ook wel de eerste harmonische genoemd. De tweede harmonische is de eerste boventoon.